# Canisy
Canisy é uma comuna francesa na região administrativa da Normandia, no departamento Mancha. Estende-se por uma área de 6,24 km². Em 2010 a comuna tinha 1 842 habitantes (densidade: 295,2 hab./km²).